# جولیو مانگانو
جولیو مانگانو (انگلیسی: Giulio Mangano؛ زادهٔ ۱۷ مهٔ ۱۹۹۹) بازیکن فوتبال اهل ایتالیا است.